# Бад-Зальцшлирф
Бад-Зальцшлирф (нем. Bad Salzschlirf) — община в Германии, курорт, расположен в земле Гессен. Подчиняется административному округу Кассель. Входит в состав района Фульда.  Население составляет 2935 человек (на 31 декабря 2010 года). Занимает площадь 13,04 км².